# Live 2002 (album của Lara Fabian)
Live 2002 là tựa đề của cả hai đĩa CD và DVD do nữ ca sĩ pop người Bỉ-Canada Lara Fabian phát hành vào năm 2002. Đây là đĩa DVD trực tiếp đầu tiên, album trực tiếp thứ hai và cũng là album thứ bảy trong sự nghiệp của Fabian. Cả đĩa CD và DVD được ghi hình trong một buổi hòa nhạc diễn ra vào ngày 14 tháng 12 năm 2001 tại Forest National ở Bruxelles, Bỉ và trong các buổi hòa nhạc diễn ra vào các ngày 17, 18 và 19 tháng 12 năm 2001 tại nhà hát Le Zénith ở Paris, Pháp.
Các buổi hòa nhạc bao gồm nhiều bản hit và các ca khúc từ album phòng thu mới phát hành của Fabian, Nue. Trong buổi hòa nhạc, có sự chú ý  đặc biệt đối với bài hát "Je t'aime". Một bộ phận lớn khán giả bất ngờ đồng thanh thể hiện ca khúc, khiến Fabian bất ngờ bật khóc. Ca khúc hợp tác "Tu es mon autre" được biểu diễn dành riêng cho việc ghi âm bởi hai tác giả của bài hát, Fabian và người cộng tác lâu năm của cô, Rick Allison. Cả hai nói với nhau trước màn trình diễn: "[...] một bài hát tôi viết cho anh/cô, và anh/cô viết cho tôi [...]". Live cũng bao gồm hai phiên bản của đĩa đơn "Immortelle"; một phiên bản dài 3 phút trình bày bởi Fabian với chiếc đàn piano khi mở màn buổi hòa nhạc, và phiên bản thứ hai tương tự như bản thu âm gốc khi kết thúc buổi hòa nhạc. Khi trình bày phiên bản "Immortelle" thứ hai, khán giả có thể nhìn thấy Fabian và ban nhạc rời khỏi sân khấu với hình một con bướm xuất hiện trên màn hình phía sau. Đây là một biểu tượng mà Fabian yêu cầu phải trình chiếu trên sân khấu trong suốt chuyến lưu diễn, do đây là hình ảnh chính được sử dụng ở phần bìa nghệ thuật của album Nue, cũng như vì hình ảnh này đã thể hiện ý nghĩa quan trọng của ý tưởng về sự nữ tính của người đàn bà được giới thiệu trong album Nue.
Đĩa CD bao gồm hai bản ghi âm phòng thu; một bài hát mới được sáng tác bởi Fabian, "Tu me manques", và một phiên bản ghi âm ca khúc kinh điển "Comme ils disent" của Charles Aznavour. DVD bao gồm một số ca khúc thể hiện trực tiếp không được đưa vào CD do giới hạn về thời lượng.

## Danh sách bài hát của CD
| Thứ tự | Tựa đề                                       | Sáng tác                                                              | Thời lượng |
| ------ | -------------------------------------------- | --------------------------------------------------------------------- | ---------- |
| 1.     | "Tu me manques" – ghi âm phòng thu           | Lara Fabian                                                           | 03:14      |
| 2.     | "Immortelle" – phiên bản piano/ giọng hát    | Lara Fabian, Rick Allison                                             | 04:14      |
| 3.     | "Tout"                                       | Lara Fabian, Rick Allison                                             | 04:25      |
| 4.     | "Alléluia"                                   | Lara Fabian, Rick Allison, Daniel Seff                                | 04:13      |
| 5.     | "Aimer déjà"                                 | Lara Fabian, Rick Allison                                             | 04:06      |
| 6.     | "Africa" / "Rio"                             | David Paich, Jeff Porcaro / Lara Fabian, Vincenzo Thoma, Rick Allison | 06:18      |
| 7.     | "Pas sans toi"                               | Lara Fabian, Rick Allison                                             | 04:34      |
| 8.     | "Si tu m'aimes"                              | Lara Fabian, Rick Allison                                             | 04:53      |
| 9.     | "Tu es mon autre" – song ca với Rick Allison | Lara Fabian, Rick Allison                                             | 03:50      |
| 10.    | "S'en aller"                                 | Lara Fabian, Rick Allison                                             | 05:10      |
| 11.    | "Parce que tu pars"                          | Lara Fabian, Rick Allison                                             | 04:26      |
| 12.    | "Je t'aime"                                  | Lara Fabian, Rick Allison                                             | 05:01      |
| 13.    | "Silence"                                    | Lara Fabian, Rick Allison                                             | 04:34      |
| 14.    | "J'y crois encore"                           | Lara Fabian, Rick Allison                                             | 03:53      |
| 15.    | "Immortelle"                                 | Lara Fabian, Rick Allison                                             | 05:26      |
| 16.    | "Comme ils disent" – ghi âm phòng thu        | Charles Aznavour                                                      | 05:35      |

## Danh sách bài hát của DVD
1. "Immortelle" – phiên bản piano/ giọng hát
2. "Tout"
3. "Alléluia"
4. "Aimer déjà"
5. "La différence"
6. "Africa" / "Rio"
7. "Tango"
8. "Pas sans toi"
9. "Si tu m'aimes"
10. "Tu es mon autre" – song ca với Rick Allison
11. "S'en aller"
12. "Parce que tu pars"
13. "Humana"
14. "Je t'aime"
15. "Silence"
16. "J'y crois encore"
17. "Immortelle"
18. "Je suis mon coeur"

## Xếp hạng và chứng nhận
| Bảng xếp hạng (2002–03)             | Vị trí cao nhất |
| ----------------------------------- | --------------- |
| Album Bỉ (Ultratop Wallonie)        | 9               |
| Album Pháp (SNEP)                   | 10              |
| Album Thụy Sĩ (Schweizer Hitparade) | 61              |

| Bảng xếp hạng (2002)                      | Vị trí |
| ----------------------------------------- | ------ |
| Bỉ Francophone Albums (Ultratop Wallonia) | 44     |
| Pháp (SNEP)                               | 95     |

| Quốc gia                                                                           | Chứng nhận  | Số đơn vị/doanh số chứng nhận |
| Album                                                                              | Album       | Album                         |
| ---------------------------------------------------------------------------------- | ----------- | ----------------------------- |
| Pháp (SNEP)                                                                        | Vàng        | 143.000                       |
| Album video                                                                        |             |                               |
| Pháp (SNEP)                                                                        | 3× Bạch kim | 60.000*                       |
| * Chứng nhận dựa theo doanh số tiêu thụ. ^ Chứng nhận dựa theo doanh số nhập hàng. |             |                               |